# بهجت‌الروح
بَهجَت الرّوح رساله‌ای دربارهٔ موسیقی است که توسط شخصی با نام عبدالمومن بن صفی‌الدین گرگانی نوشته شده‌است. اهمیت این رساله از آن جهت است که از معدود رسالات موسیقی مربوط به سده‌های دهم و یازدهم هجری قمری است.

## تاریخچه
بهجت الروح به احتمال زیاد در قرن دهم یا یازدهم ه‍.ق و به زبان فارسی نوشته شده‌است.
پرویز ناتل خانلری بر نسخه‌ای از این اثر که به صورت یک کتاب در سال ۱۳۴۶ ه‍.خ منتشر شد مقدمه‌ای نوشته‌است و در آن شرح داده که یکی از اعضای مجلس سنای ایران به طور تصادفی نسخه‌ای دستنویس از بهجت الروح را در یک کتابفروشی در اروپا پیدا می‌کند و به ایران می‌آورد و بنیاد فرهنگ ایران (که در سال ۱۳۴۳ بنیانگذاری شده بود و خانلری دبیرکل آن بود) نسبت به عکسبرداری، سنجش اصالت و نهایتاً چاپ آن اقدام می‌کند. این نسخه از کتاب، به تصحیح دو خاورشناس مشهور بوده: هنری جورج فارمر که مصحح و مترجم رسالهٔ موسیقی کبیر فارابی و چندین مقاله در مورد موسیقی اسلام و ایران بود، و یاسنت لویی رابینو که کتاب‌های بسیاری در مورد تاریخ و جغرافیای ایران و به ویژه گیلان و مازندران منتشر کرده بود. این نسخه به انگلیسی بود و رابینو در مقدمه‌اش نوشته بود که به درخواست فارمر دو نسخهٔ خطی از اصل اثر را مقابله  و تصحیح کرده بوده و سپس به انگلیسی ترجمه کرده بوده و برای نشر به فارمر فرستاده بوده اما مدت کوتاهی پس از آن خود درگذشته بوده‌است. فارمر نیز یادداشت‌هایی بر آن افزوده بوده اما پیش از آن که موفق به چاپ آن بشود درگذشته بوده و خانلری حدس می‌زند که وراث او این اثر چاپ نشده را به کتابفروشی فروخته بودند.

### نویسنده
نام نویسندهٔ این رساله در خود آن به صورت عبدالمومن بن صفی‌الدین بن عزالدین بن محی‌الدین بن نعمت بن قابوس بن وشمگیر آمده‌است، که یعنی نویسنده خود را از نسل پنجم نوادگان قابوس وشمگیر (از امیران پادشاهی زیاری که در قرن چهارم ه‍.ق می‌زیست) برشمرده‌است.
به عقیدهٔ خانلری، این نام احتمالاً ساختگی است و روشن است، پدرش صفی‌الدین به طور یقین صفی‌الدین ارموی (نظریه‌پرداز بزرگ سدهٔ هفتم ه‍.ق) نبوده‌است. همچنین تاریخ رساله با این مدعا که وی نوادهٔ پنجم قابوس وشمگیر باشد سازگار نیست و متن آن هم با سبک متون قرن چهارم و پنجم ه‍.ق مطابقت ندارد. به گفتهٔ خانلری این مدعا در نسخه‌های خطی متعددی که از این اثر موجود است تکرار شده‌است. فارمر نیز در مقدمه‌ای که بر این کتاب نوشته، در مورد هویت نویسندهٔ اثر تشکیک کرده‌است، تاریخ نگارش اثر را قرن هفدهم میلادی یا پس از آن دانسته‌است و از این رو آن را به عنوان یکی از معدود رساله‌های موسیقی این دوره حائز اهمیت برشمرده‌است.

### تاریخ نگارش
نویسنده در متن رساله اشاره می‌کند که آن را برای سلطان محمود غزنوی (درگذشته در سدهٔ پنجم ه‍.ق) نوشته و از ملکشاه سلجوقی نیز نام می‌برد. در عین حال وی به سخنانی از فریدالدین عطار، ابن سینا، سعدی و خاقانی هم اشاره کرده و نغمه‌هایی را نیز از عبدالقادر مراغه‌ای (مؤلف جامع‌الالحان که در سدهٔ نهم ه‍.ق درگذشت) نقل کرده‌است. گسترهٔ زمانی این موارد با هم سازگار نیست و صحت ادعای وی در خصوص نوشتن اثر در دورهٔ غزنویان را دچار تردید می‌کند. همچنین در رساله به علی بن ابی‌طالب با تعابیری که بین شیعیان رایج است اشاره شده که این با نگاشتن آن برای سلطان محمود (که سرسختانه از مذهب تسنن جانبداری می‌کرد) ناسازگار است.

## نسخه‌ها
بنا بر مقدمه‌ای که رابینو بر نسخهٔ انگلیسی نوشته‌است، دست کم سه نسخهٔ خطی فارسی از این اثر در کتابخانه‌هایی خارج از ایران نگهداری می‌شده‌است، از جمله در کتابخانه بادلین، کتابخانهٔ دانشگاه کمبریج و کتابخانهٔ دانشگاه آکسفورد. نسخهٔ دانشگاه کمبریج به اشتباه «بهجت الرواج» نامگذاری شده و توسط ادوارد براون به آن دانشگاه وقف شده بوده‌است. نسخهٔ دانشگاه آکسفورد نیز در سال ۱۰۳۶ هجری (برابر سپتامبر ۱۶۲۷ میلادی) و به خط قاسم بن نظرعلی در اصفهان نوشته شده‌است.
خانلری نیز در مقدمه‌ای که بر ترجمهٔ فارسی این نسخهٔ انگلیسی نوشته، از وجود نسخهٔ فارسی دیگری خبر داده‌است که پیش از چاپ کتاب توسط بنیاد فرهنگ ایران مورد استفاده قرار گرفته تا متن فارسی با کمک آن تصحیح گردد، اما اشاره‌ای به محل نگهداری این نسخه نکرده‌است.

## محتوا
نویسندهٔ رساله تأکید کرده که آن را بر اساس منابع عربی و یونانی نوشته‌است. محتویات این رساله شامل بخش‌های زیر است:
- مقدمه: به نگارش اثر و منابع به کار گرفته شده برای آن اشاره می‌کند.
- باب ۱: در این بخش نویسنده اشاره می‌کند که جبرئیل (که روح الامین هم نامیده می‌شود) پایه‌گذار موسیقی است و با استفاده از موسیقی روح را به بدن انسان دمیده‌است؛ نام رساله نیز از همین موضوع نشئت گرفته‌است.
- باب ۲: داستان‌هایی در مورد قدیمی‌ترین حکمای علم موسیقی طرح می‌کند، و از جمله به داستان سیمرغ (از کتاب منطق‌الطیر عطار) اشاره می‌کند و ذکر می‌کند که افلاطون موسیقی را از این پرنده آموخت.
- باب ۳: دربارهٔ نسبت موسیقی با وجود انسان، نحوهٔ تولید صدا از بدن انسان، و تأثیرات شفابخش موسیقی بر بدن انسان است و به برخی نوشته‌های ابن سینا در همین باره اشاره می‌کند.
- باب ۴: به رابطهٔ بین موسیقی و نجوم و ستارگان می‌پردازد و از دوازده مقام موسیقی و ۲۴ شعبهٔ آن‌ها نام می‌برد.
- باب ۵: دربارهٔ اصول و بحور موسیقی (اوزان و ضرب‌آهنگ موسیقی) بحث می‌کند.
- باب ۶: به علم ادوار می‌پردازد، مجدداً از ۱۲ مقام اصلی نام می‌برد و ۲۴ شعبهٔ آن‌ها و نیز شش آواز اصلی را با ذکر روابطشان با یکدیگر شرح می‌دهد.
- باب ۷: به ترکیب پرده‌ها و رابطه‌اش با حرکات سیارات می‌پردازد.
- باب ۸: در باب این که در مجالس مختلف چه آوازی باید خواند.
- باب ۹: نام بانگ‌های هر مقام را شرح می‌دهد.
- باب ۱۰: به سلوک اهل موسیقی می‌پردازد و پانزده پند برای موسیقی‌دانان ارائه می‌کند.
- خاتمه: به منشأ مقام‌ها می‌پردازد و مدعی می‌شود که هفت مقام را پیامبران کشف کرده‌اند و بعداً پنج مقام دیگر به آن‌ها افزوده شده‌است.

## نقد
محتویات رساله اگر چه به آثار عبدالقادر مراغه‌ای و صفی‌الدین ارموی شباهت‌هایی دارید، اما حاوی نکاتی افسانه‌ای، غیر علمی و مبالغه‌آمیز و گاه بدیع است، از جمله حلول روج به جسم آدمی در پی آواز خواندن جبرئیل در مقام راست، یا الهام‌پذیری نغمه‌های از صدای حیوانات مثلاً بوسلیک از موش، دوگاه از گربه، و چهارگاه از حمار. همچنین برخلاف رساله‌های موسیقی دیگر هم‌عصر خود، این رساله به تقسیم وتر (نحوهٔ دستان‌بندی سازها) اشاره‌ای نکرده‌است. با این حال، از آنجا که این اثر از معدود آثار مربوط به موسیقی است که پس از قرن نهم ه‍.ق نگارش شده، آن را حائز اهمیت می‌دانند. همچنین در این رساله پیدایش برخی مقام‌ها به برخی پیامبران نسبت داده شده (مثلاً مقام راست به آدم، مقام عشاق به موسی، مقام عراق به یوسف و رهاوی به اسماعیل) که در دیگر رساله‌های موسیقی سابقه ندارد.